# Miyabi Onitsuka
Miyabi Onitsuka (12 oktober 1998) is een Japanse snowboardster. Ze vertegenwoordigde haar vaderland op de Olympische Winterspelen 2018 in Pyeongchang.

## Carrière
Bij haar wereldbekerdebuut, in december 2013 in Copper Mountain, scoorde Onitsuka direct wereldbekerpunten. Op de FIS wereldkampioenschappen snowboarden 2015 in Kreischberg werd de Japanse wereldkampioene op het onderdeel slopestyle. In februari 2016 behaalde ze in Boston haar eerste toptienklassering in een wereldbekerwedstrijd. In december 2016 stond Onitsuka in Mönchengladbach voor de eerste maal in haar carrière op het podium van een wereldbekerwedstrijd. In de Spaanse Sierra Nevada nam de Japanse deel aan de FIS wereldkampioenschappen snowboarden 2017. Op dit toernooi sleepte ze de bronzen medaille in de wacht op het onderdeel slopestyle. Tijdens de Olympische Winterspelen van 2018 in Pyeongchang eindigde ze als achtste op het onderdeel big air en als negentiende op het onderdeel slopestyle.
Op 21 december 2018 boekte Onitsuka in Secret Garden haar eerste wereldbekerzege.

## Resultaten

### Olympische Winterspelen
| Jaar | Plaats      | Resultaten                |
| ---- | ----------- | ------------------------- |
| 2018 | Pyeongchang | 8e Big air 19e Slopestyle |

### Wereldkampioenschappen
| Jaar | Plaats        | Resultaten |
| ---- | ------------- | ---------- |
| 2015 | Kreischberg   | Slopestyle |
| 2017 | Sierra Nevada | Slopestyle |

### Wereldbeker
Eindklasseringen
| Seizoen   | Algm | BA     | SBS    |
| --------- | ---- | ------ | ------ |
| 2013/2014 | 115e | -      | 70e    |
| 2015/2016 | 50e  | 16e    | 31e    |
| 2016/2017 | 11e  | 6e     | 20e    |
| 2017/2018 | Goud | Zilver | Zilver |

Wereldbekerzeges
| Datum            | Plaats        | Onderdeel  |
| ---------------- | ------------- | ---------- |
| 21 december 2018 | Secret Garden | Slopestyle |
| 12 januari 2019  | Kreischberg   | Slopestyle |